# ألبرتو رافاييل دا سيلفا
ألبرتو رافاييل دا سيلفا (بالبرتغالية: Alberto Rafael Silva‏) هو لاعب كرة قدم برازيلي، ولد في 24 مارس 1984 في اراراكوارا في البرازيل. لعب مع أتلتيكو براغانتينو وأتلتيكو غويانيينسي ونادي استقلال طهران ونادي بالميراس ونادي فاسكو دا غاما ونادي فلومينينسي.

## وصلات خارجية
- ألبرتو رافاييل دا سيلفا على موقع Soccerway.com (الإنجليزية)